# Cristina Farrés i Falgueras
Cristina Farrés Falgueras (Sabadell, 1985) és una periodista catalana. Des d'agost de 2024 és la directora general de Comunicació del Departament de la Presidència de la Generalitat de Catalunya.

## Trajectòria
Llicenciada en Periodisme i Comunicació per la Universitat Autònoma de Barcelona (2004 - 2007) i postgrau de Comunicació i Periodisme de Moda per l’UPF-IDEC (2007 - 2008). Va començar la seva trajectòria com a editora i presentadora del Canal Méteo, canal meteorològic d’Activa Multimèdia Digital. Entre el 2004 i el 2007 va col·laborar en el magazine cultural de Ràdio Barberà. Posteriorment va treballar com a redactora al diari Avui Sabadell (2007-2010) on també va assumir la corresponsalia al Vallès Occidental. Entre 2009 i 2010 fou redactora de la Revista econòmica B30. Del 2010 al 2015 va ser redactora d’Economía Digital.
El 2015 es va unir a l'equip del mitjà digital espanyolista Crónica Global, primer com a coordinadora de la de secció d’economia, i l'1 de gener de 2020, després de la jubilació de Joaquín Romero va passar a ser-ne la directora com a directora del mitjà entre fins a l'agost 2024, quan fou nomenada directora general de Comunicació del Departament de la Presidència de la Generalitat de Catalunya.
És germana de l'alcaldessa de Sabadell, Marta Farrés.